# Börje Grafström
Börje Helge Ambrosius Grafström, född 10 juni 1896 i Stockholm, död 20 april 1974 i Råå, Raus församling, var en svensk bergsingenjör.
Börje Grafström var son till förvaltaren Claes August Grafström och bror till Gillis Grafström. Efter studentexamen i Stockholm 1915 utexaminerades han från Tekniska högskolan 1921. Grafström var anställd vid statens djupundersökningsnämnd för magnetiska mätningar i Kiruna 1921–1922 och var biträdande gruvingenjör och gruvmätare vid Bergverksaktiebolaget Freja i Koskullskulle 1922–1936. Från 1936 var han disponent och platschef vid Tuolluvaara Gruv AB. Livligt intresserad av skytte var Grafström från 1936 ordförande i Malmfältens skyttekrets och från 1937 i Kiruna skytteförening samt från 1940 ledamot av styrelsen för Norrbottens skytteförbund.